# Аманс (Мерт и Мозел)
Аманс (фр. Amance) насеље је и општина у североисточној Француској у региону Лорена, у департману Мерт и Мозел која припада префектури Нанси.
По подацима из 2011. године у општини је живело 332 становника, а густина насељености је износила 24,59 становника/km². Општина се простире на површини од 13,5 km². Налази се на средњој надморској висини од 386 метара (максималној 405 m, а минималној 214 m).

## Демографија
| 1962. | 1968. | 1975. | 1982. | 1990. | 1999. | 2011. |
| ----- | ----- | ----- | ----- | ----- | ----- | ----- |
| 336   | 304   | 319   | 329   | 312   | 296   | 332   |

График промене броја становника у току последњих година